# Diadegma argentellae
Diadegma argentellae är en stekelart som beskrevs av Horstmann 2004. Diadegma argentellae ingår i släktet Diadegma och familjen brokparasitsteklar. Inga underarter finns listade i Catalogue of Life.